# جون أندرسون (لاعب هوكي جليد)
جون أندرسون (بالسويدية: Johan Andersson)‏ هو لاعب هوكي جليد سويدي، ولد في 2 مايو 1987 في نينس هامن في السويد.

## وصلات خارجية
- يوحنا أندرسون على موقع EliteProspects.com (الإنجليزية)
- يوحنا أندرسون على موقع HockeyDB.com (الإنجليزية)